# Caltagirone
Caltagirone är en stad och kommun i storstadsregionen Catania, innan 2015 provinsen Catania, på Sicilien i Italien. Kommunen hade 38 295 invånare (2017).
Staden förstördes nästan totalt i jordbävningen på Sicilien 1693. Många offentliga och privata byggnader återuppbyggdes i en enhetlig barockstil. Det är bland annat därför staden finns med på Unescos lista över världsarv sedan juni 2002 tillsammans med städerna Militello in Val di Catania, Catania, Modica, Noto, Palazzolo Acreide, Ragusa och Scicli som ligger i området Val di Noto.
Staden är känd för att Luigi Sturzo, grundaren av Partito Popolare Italiano, senare Democrazia Cristiana, föddes där.